# Пьянта, Франческо
Франческо Пьянта, также Франческо Пьянта Младший или Франциск Планта Младший (итал. Francesco Pianta, Francesco Pianta il Giovane, Franciscus Planta Iunior; 1634, Венеция — 27 ноября 1692, Венеция) — итальянский резчик по дереву и скульптор стиля барокко венецианской школы.

## Биография
Франческо Пьянта родился и вырос в Венеции, в семье резчиков по камню Альвизе и Изеппы Кассани. Его дед по отцовской линии Франческо и его дяди Антонио и Алессандро также были резчиками. Ему пришлось учиться этому ремеслу у своих дядей, поскольку его отец преждевременно скончался в 1640 году. Когда ему было чуть больше двадцати, он уже был владельцем собственной мастерской и зарегистрирован в цехе резчиков, от которого его часто избирали представителем.
В основном он работал по дереву и был самым популярным среди резчиков и скульпторов по дереву. Работы Пьянты были известны своими экстравагантными темами и причудливыми формами. У него были богатые покровители.
Немногие из его произведений сохранились до наших дней; самые известные работы — деревянный корпус больших часов в сакристии базилики Фрари, резные скамьи и деревянные панели с аллегорическими фигурами для Верхнего зала Скуолы Гранде-ди-Сан-Рокко (между 1657 и 1676).

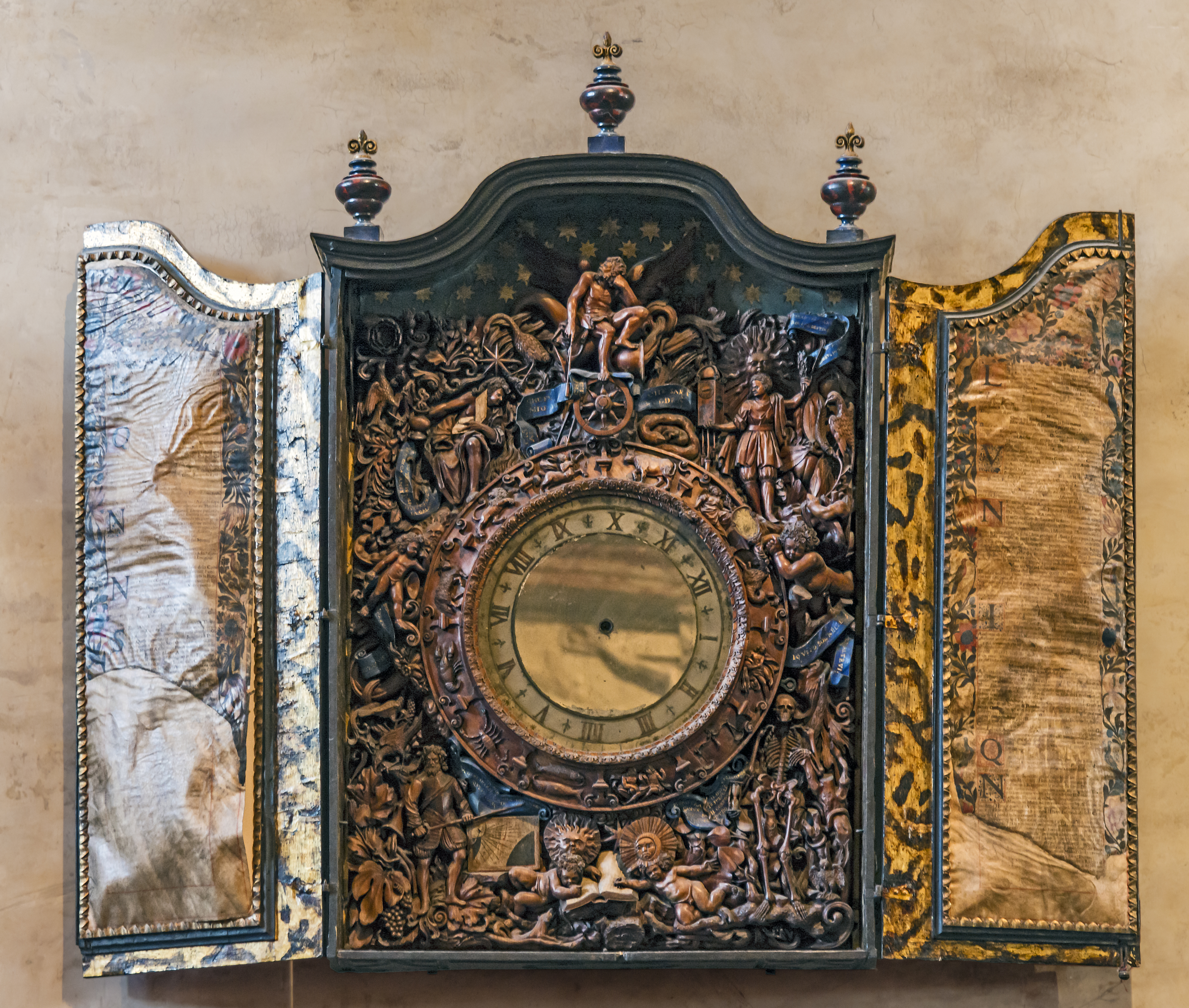
Часы сакристии. Базилика Санта-Мария-Глорьоза-дей-Фрари
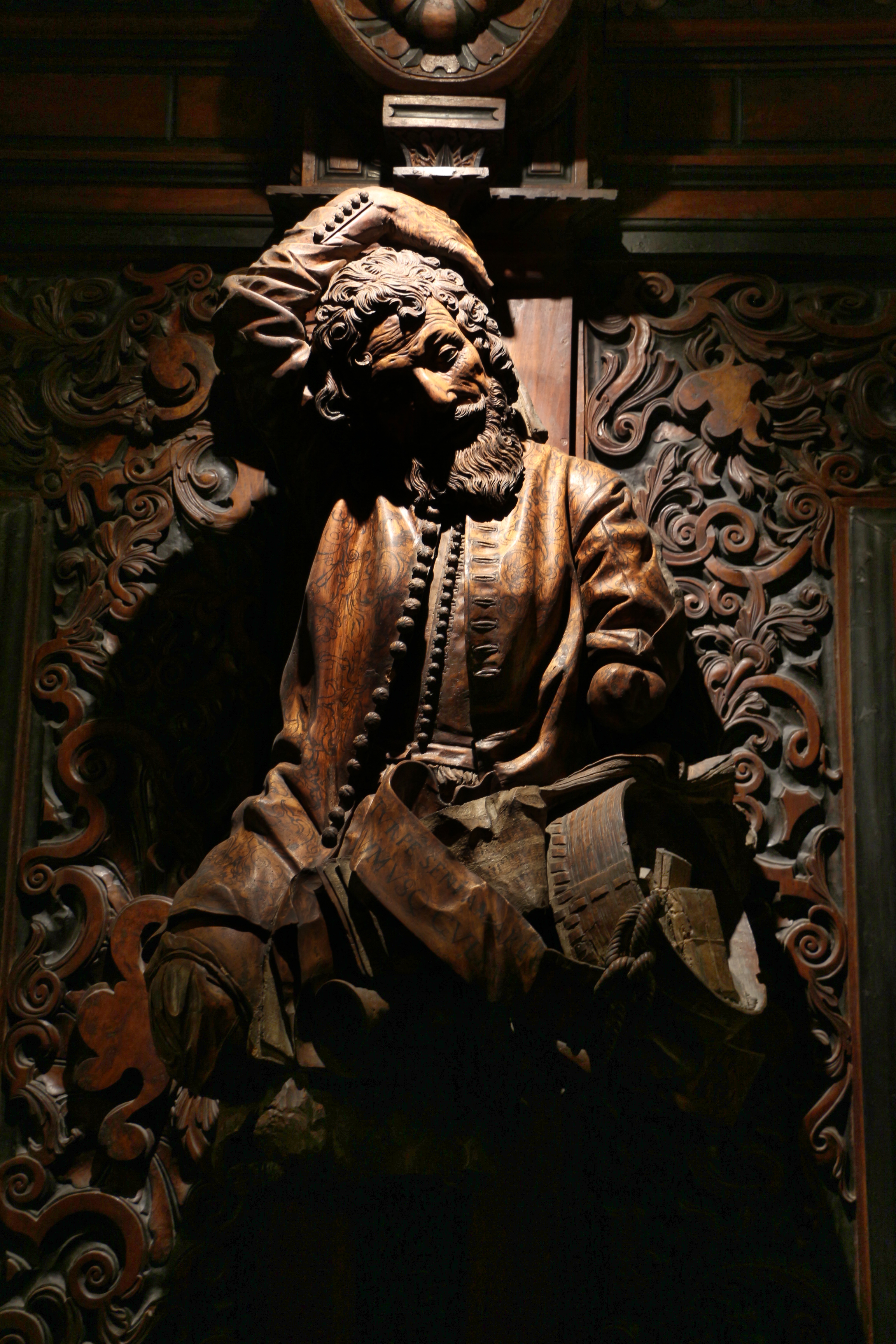
Теламоны (аллегорические фигуры) верхнего зала Скуолы Гранде-ди-Сан-Рокко. Между 1657 и 1676
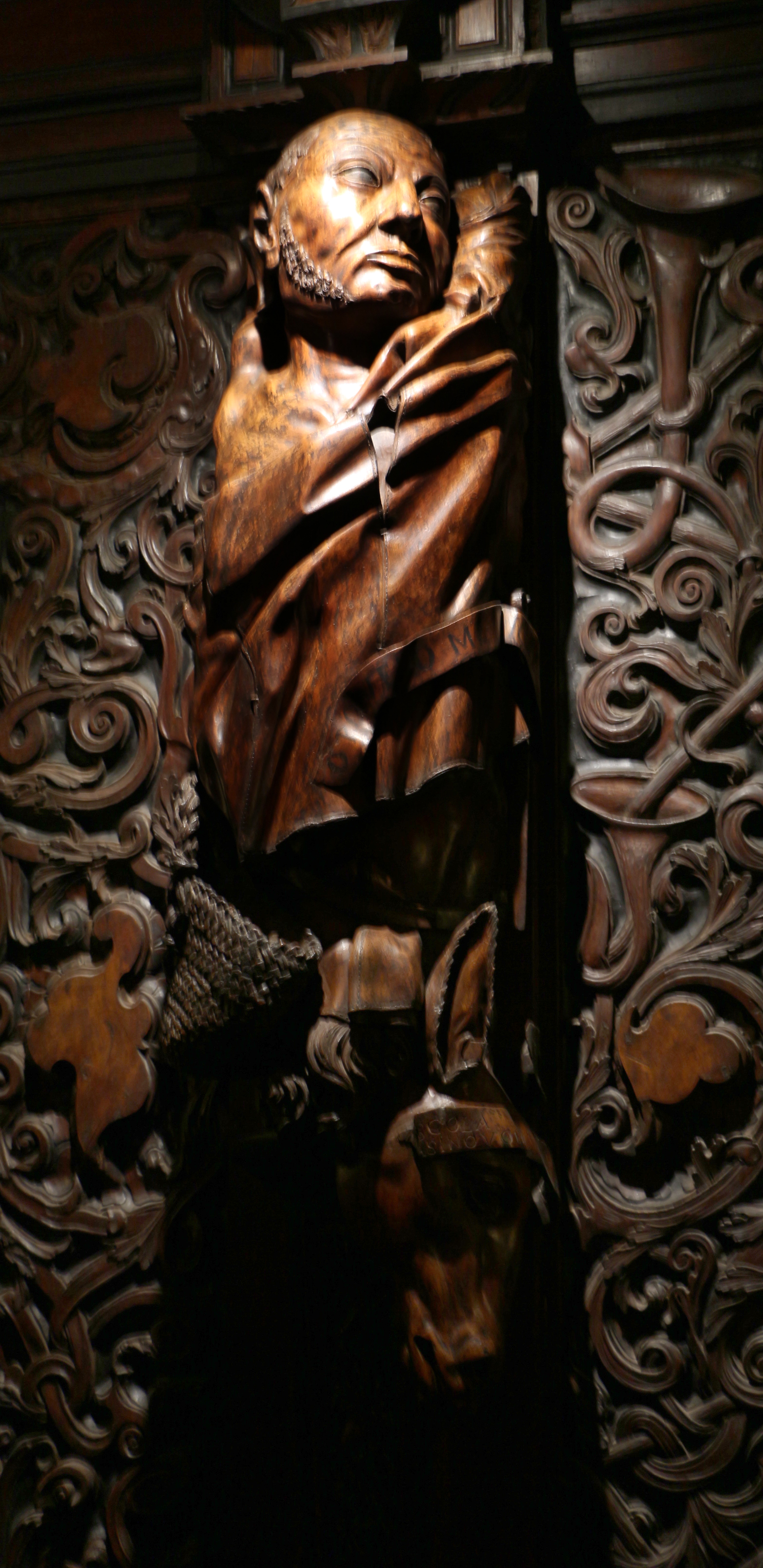
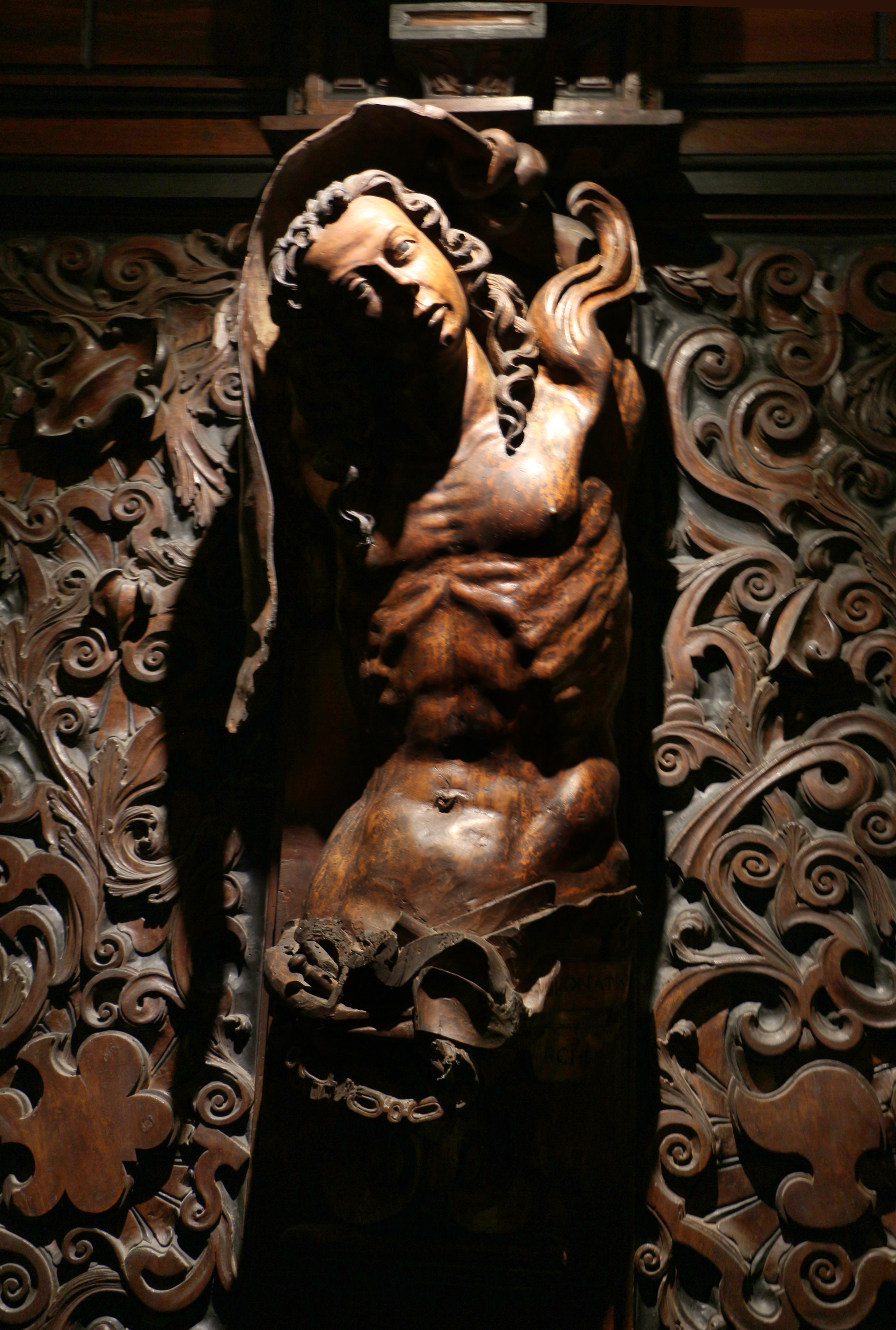
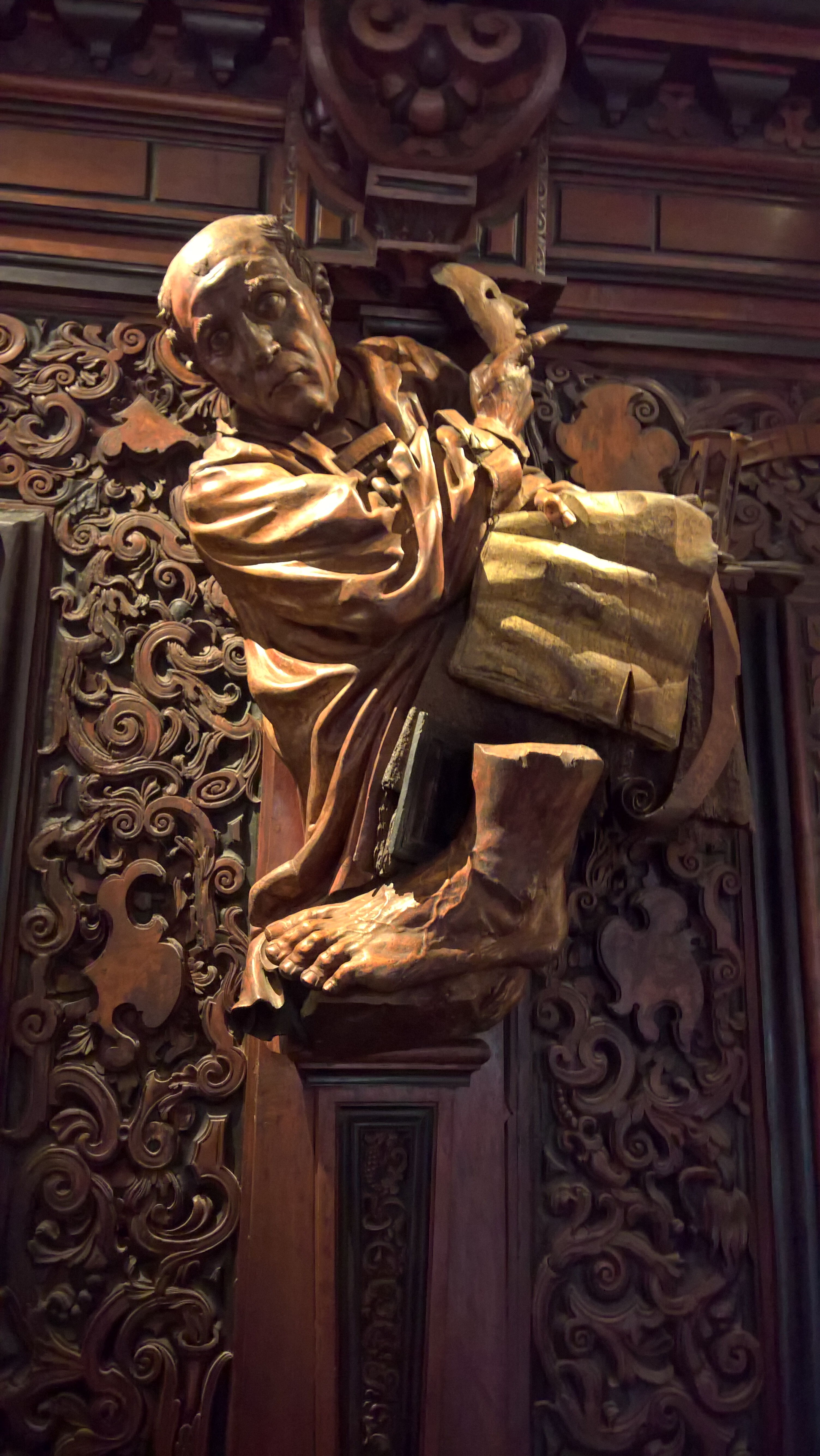
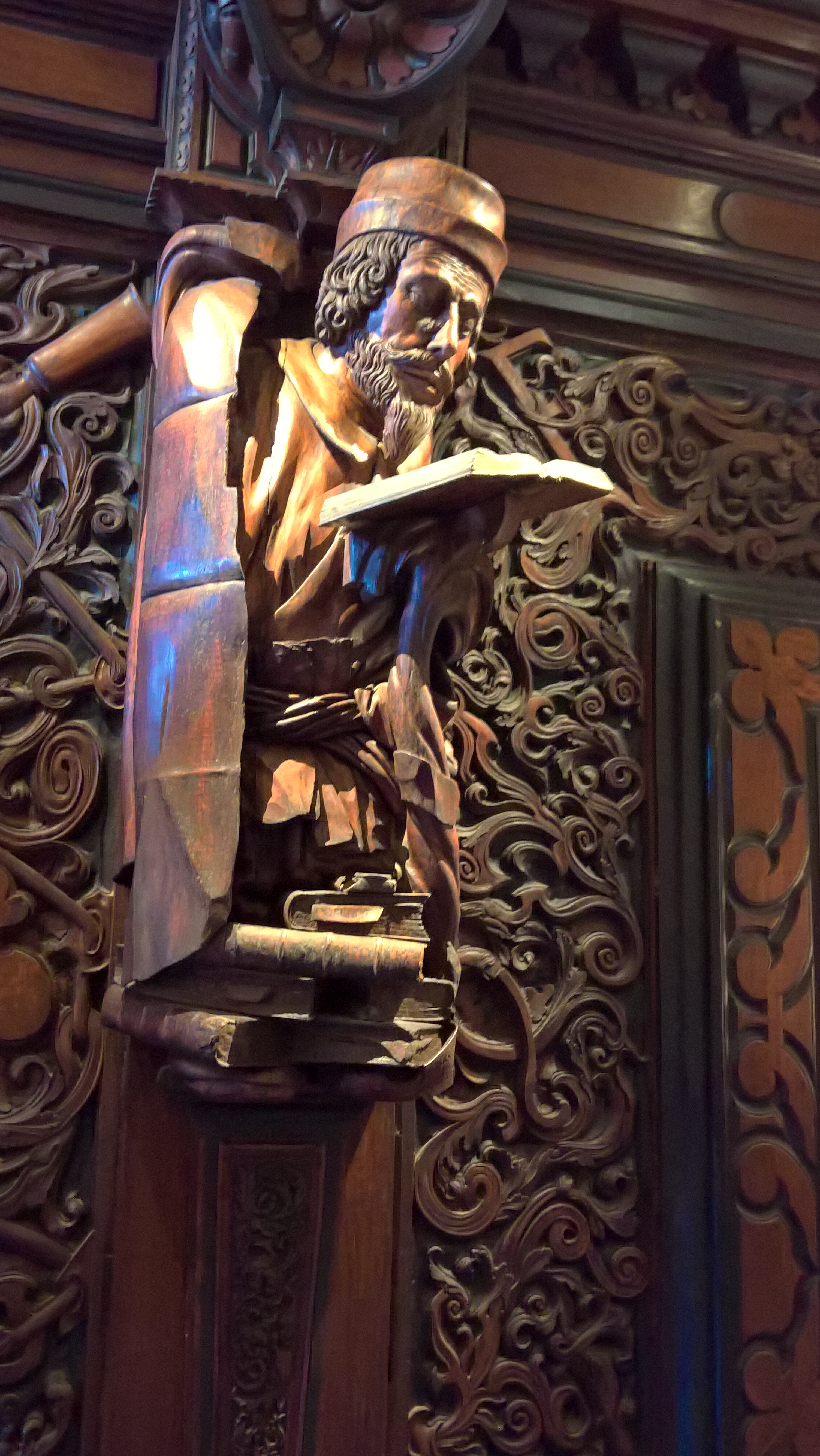
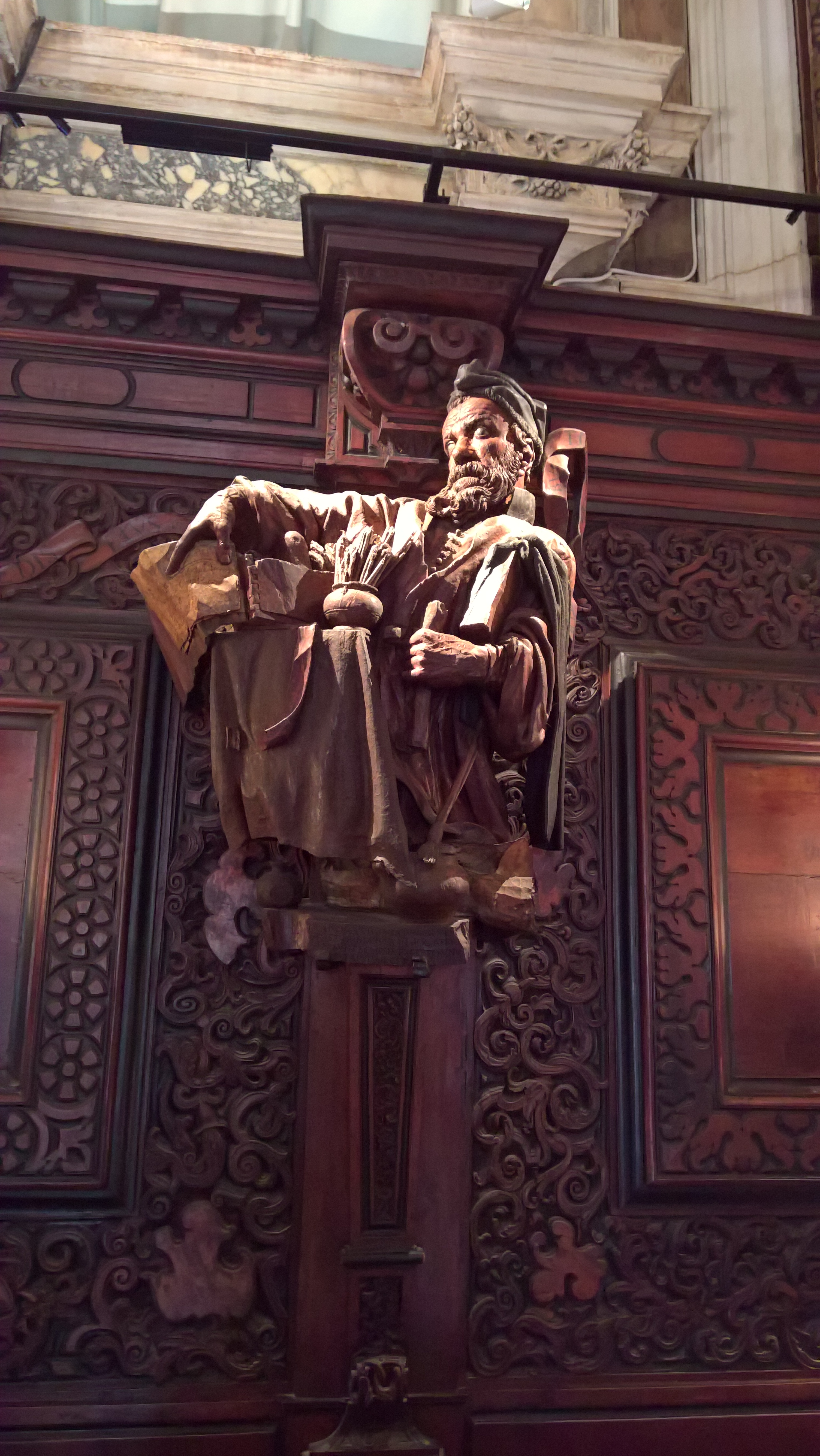
Портрет Тинторетто
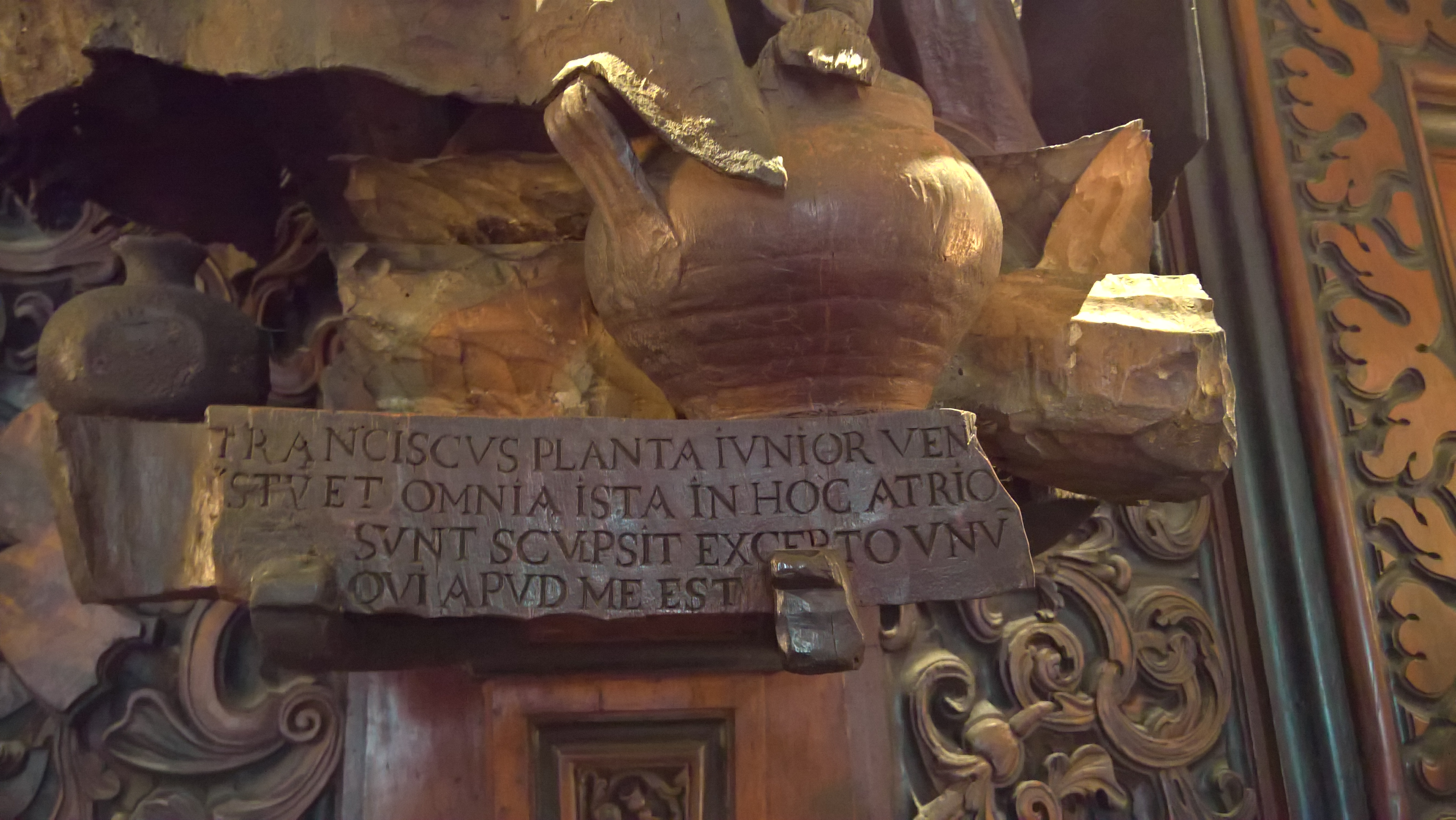